# House on Mosfilmovskaya
House on Mosfilmovskaya (in russo: Дом на Мосфильмовской) è un complesso di due grattacieli situato nel Moscow International Business Center (MIBC) della capitale russa. 

## Descrizione
Situato in via Mosfilmovskaya, è un complesso residenziale composto da 2 edifici: una di 213 metri (54 piani) e l'altra 131 metri (34 piani). Il complesso è stato completato nel dicembre 2011.